# Sean Avery
Sean Christopher Avery (North York, Ontario, 10 de abril de 1980) es un exjugador profesional de hockey sobre hielo canadiense. Durante su carrera en la National Hockey League (NHL), jugó como ala izquierda para los Detroit Red Wings, Los Angeles Kings, Dallas Stars y New York Rangers, ganando reconocimiento por su estilo de juego agitado y comportamiento polémico tanto dentro como fuera del hielo. También es conocido por sus intereses eclécticos, habiendo trabajado en la moda, sobre todo como pasante en la revista Vogue como modelo; y como restaurador. Terminó su carrera de 12 años con un total de 90 goles, 247 puntos y 1.533 minutos de penalti en 580 juegos.
Después de retirarse en 2012, Avery comenzó a trabajar en Lipman, una agencia de publicidad creativa en Nueva York. Fue promovido a un alto funcionario, pero la firma se cerró sin previo aviso en septiembre de 2013, según se informa debido a problemas financieros, más tarde declarándose en bancarrota, y adeudando a Avery con $229.167.

## Primeros años
Avery nació en North York, Ontario,  hijo de Al y Marlene Avery, ambos profesores. Creció en Pickering, Ontario, donde asistió a la Escuela Secundaria Dunbarton. Tiene un hermano menor llamado Scott.

## Carrera de hockey

### Liga junior (1996–2000)
Antes de unirse a la NHL, Avery jugó para los Owen Sound Platers y los Kingston Frontenacs de la Ontario Hockey League (OHL).

### Detroit Red Wings (2001–2003)
Avery fue firmado por los Detroit Red Wings como agente libre en 1999. Jugó una última temporada en el OHL antes de convertirse en profesional en el año 2000 con los Cincinnati Mighty Ducks de la American Hockey League (AHL). Ingresó en la NHL en la temporada 2001-02, jugando 36 partidos con los Red Wings y 36 en los menores. Los Red Wings siguieron ganando la Copa Stanley esa temporada, pero Avery no jugó en los playoffs ni jugó los 41 juegos requeridos para conseguir su nombre grabado en la Copa.
A mitad de la temporada 2002-03, Avery fue negociado a Los Angeles Kings. Terminó la temporada con 15 puntos en 51 partidos.

### Los Angeles Kings y bloqueo de la NHL (2003–2007)

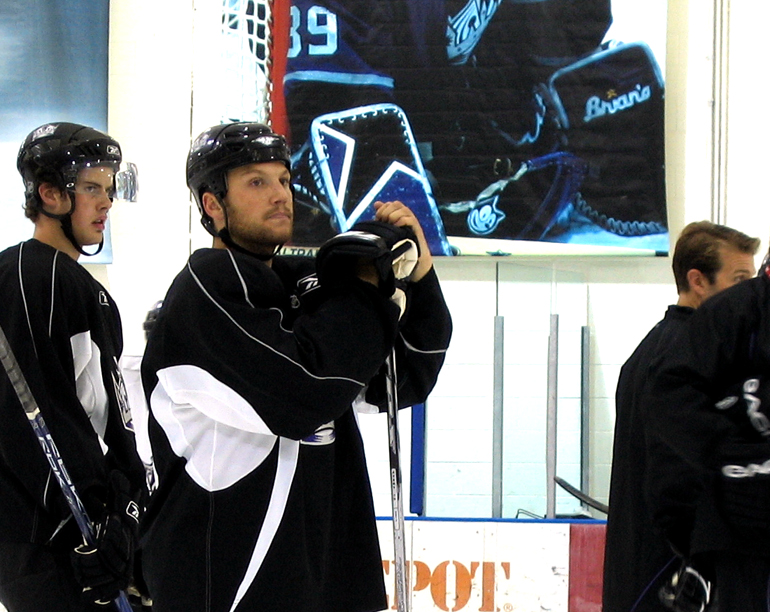
Avery con los Kings

En 2003-04, Avery jugó 76 partidos para los Kings, anotando 9 goles para ir junto con 19 asistencias. También lideró a la NHL en minutos de penalización con 261.
Durante el lockout de la NHL 2004-05, Avery jugó brevemente en la Finnish Elite League con los Lahti Pelicans, y en la United Hockey League para los Motor City Mechanics. Junto con 149 minutos de penalti en sólo 16 partidos, anotó 26 puntos para los Mechanics, incluyendo dos hat tricks, convirtiéndolo en el primer jugador en la historia de los Mechanics history para lograr dos hat tricks en una temporada. Varios jugadores hablaron públicamente de su descontento con el liderazgo de la Asociación de Jugadores de la NHL durante el cierre patronal, incluyendo a Avery, que culpó públicamente al presidente de la NHLPA, Bob Goodenow, de haber perdido toda una temporada con una batalla que alejó a los aficionados y produjo pocos resultados.
Avery lideró la liga en minutos de penalización por segunda temporada consecutiva en 2005-06, con 257. Con tres partidos restantes, los Kings no oficialmente suspendieron a Avery por el resto de la temporada después de que se negara a hacer un ejercicio en la práctica. Sin embargo, el equipo lo volvió a firmar con un contrato de un año.
Durante su tiempo con los Kings, Avery se ha dicho que se burló de Dustin Brown sobre su ceceo. El ex L.A King, Ian Laperriere dijo que «estaba intimidando, como usted podría ver en la escuela secundaria». Pero según otros jugadores y entrenadores, el ceceo de Brown no era el objetivo de Avery, la entonces novia de Brown, ahora esposa, Nicole. Avery no creía que Nicole Brown fuera lo suficientemente glamorosa como para ser una «novia de un jugador de hockey en Hollywood». Brown admite que la intimidación pudo haberle afectado de maneras que él no se dio cuenta.

### New York Rangers (2007–2008)

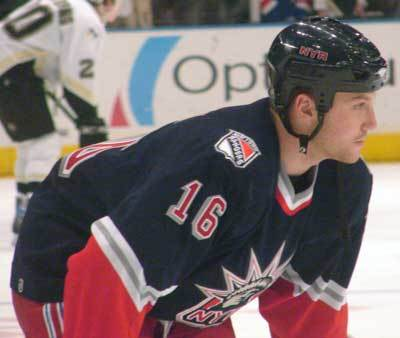
Avery en 2007

El 5 de febrero de 2007, a mediados de la temporada 2006-07, Avery fue negociado a los New York Rangers. Después de unirse a los Rangers, anotó 20 puntos en 29 partidos para ayudar al equipo a completar una carrera de 17-4-6 de fin de temporada para clasificarse para los playoffs. El 17 de marzo, Avery registró un solo juego de cuatro puntos (un gol y tres asistencias) en la carrera contra los Boston Bruins en una victoria por 7-0. Avery jugó en su primer juego playoff de la carrera el 12 de abril contra los Atlanta Thrashers, registrando sus primeros puntos de playoff con un gol y una asistencia. Redujo los minutos de penalización en un 65% en 2006-07 en comparación con las temporadas pasadas.
El 1 de agosto de 2007, Avery, como agente libre restringido, ganó un premio arbitral de $ 1.9 millones para la temporada 2007-08, que los Rangers aceptaron, manteniéndolo con el equipo durante al menos otro año.
El 16 de febrero de 2008, en un partido contra los Buffalo Sabres, Avery anotó un gol 10 segundos en el juego, estableciendo un récord para el gol más rápido anotado por un Ranger en el hielo en casa.

### Dallas Stars (2008)
Avery firmó un contrato de cuatro años y $ 15,5 millones con los Dallas Stars el 2 de julio de 2008. Había sido compañero de cuarto del cogerente general de las estrellas Brett Hull cuando los dos jugaron para los Red Wings. Hull pensó que los Stars necesitaban más fuego y emoción en el hielo, y sintieron que Avery encajaría con el proyecto de ley. Avery anotó 3 goles en 23 partidos antes de que él y el equipo se separaran después de su suspensión de seis partidos por la NHL en diciembre de 2008, debido a comentarios polémicos hechos sobre otros jugadores. Los Stars colocaron Avery en renuncias el 7 de febrero de 2009.

### Regreso a los Rangers (2009–2012)

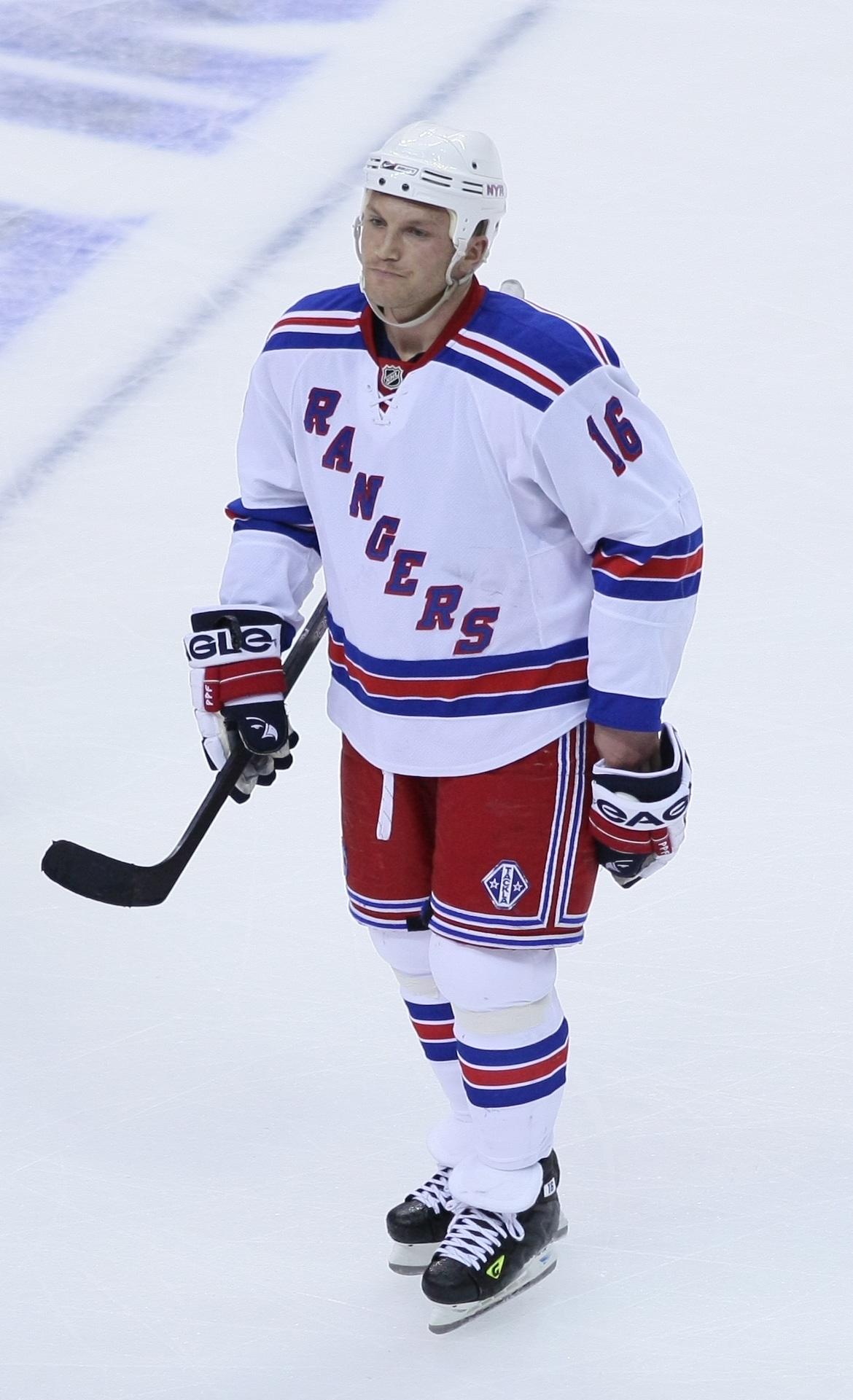
Avery en los playoffs de 2009

Después de eliminar las exenciones el 9 de febrero de 2009, Avery fue asignado los Hartford Wolf Pack, el afiliado de AHL de los Rangers, aunque siguió siendo miembro de la organización Stars (esa temporada, los Stars no tenían afiliado de AHL). El 2 de marzo, Avery fue colocado en las renuncias de reingreso por Dallas, y reclamado por los Rangers al día siguiente. El 5 de enero de 2010, en un juego contra los Stars, su antiguo equipo, Avery registró un gol y tres asistencias.
El 4 de octubre de 2011, los Rangers renunciaron a Avery. Al día siguiente, él limpió renuncias y fue asignado al afiliado de Nueva York, los Connecticut Whale de la AHL. El 31 de octubre de 2011, los Rangers colocaron Avery en las exenciones de reingreso de 24 horas. El movimiento fue hecho para traerlo para arriba como reemplazo para el lesionado Mike Rupp. Él limpió las exenciones y re-ensambló a los Rangers para su juego del 5 de noviembre contra Montreal Canadiens. A pesar de jugar menos de 10 minutos en los 15 partidos que jugó para los Rangers esa temporada, anotó 3 goles. Después de ser un rasguño saludable para nueve juegos, Avery fue puesto una vez más en renuncias el 30 de diciembre de 2011. Como ningún equipo de la NHL lo reclamó, regresó a los Connecticut Whale de la AHL. Su último juego jugado con los Whale fue el 27 de enero de 2012. Se le dejó fuera de la lista del Whale's Clear Day de jugadores con derecho a jugar durante el resto de la temporada de la AHL presentada el 5 de marzo, y se le dijo que ya no informara a los juegos o prácticas.
El 12 de marzo de 2012, Avery se retiró. Anunció su retiro durante una aparición en Watch What Happens Live de la red Bravo, diciéndole al presentador Andy Cohen que fue «oficialmente retirado».

## Controversias
A lo largo de su carrera en el hockey, Avery estuvo involucrado en una serie de controversias y multado por la NHL en numerosas ocasiones. La polémica comenzó temprano en su carrera; el director general de Red Wings, Ken Holland, dijo que descargó a Avery durante la temporada 2002-03, en parte porque no parecía tener respeto por el juego..

### Comentario de la leucemia
En noviembre de 2007 Howard Berger, reportero de la estación de radio FAN 590 de Toronto, declaró que un jugador anónimo de los Rangers había acusado a Avery de comentar sobre la batalla de Jason Blake, jugador de Toronto Maple Leafs con la leucemia, antes de una confrontación previa entre Darcy Tucker y Avery. Avery, que negó la acusación, recibió una multa de la NHL máxima de $2500, y Tucker recibió una multa de $1000.

### La regla de Avery

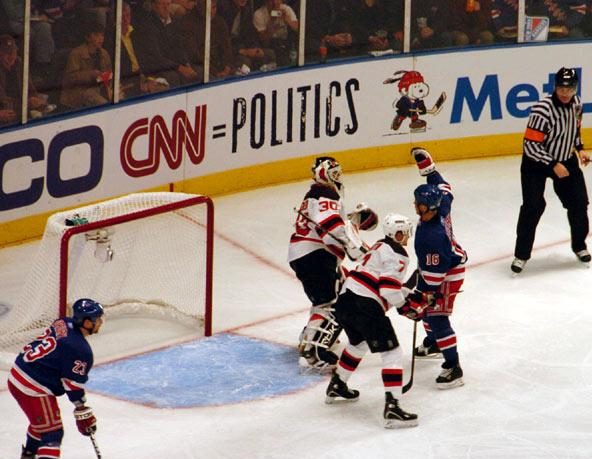
Avery "proyección" Brodeur

El 13 de abril de 2008, durante el tercer juego de la primera ronda contra los New Jersey Devils, Avery dio la espalda a la jugada para enfrentarse y defender al portero de los Devils, Martin Brodeur, durante una ventaja de dos hombres en el juego de poder. Agitó las manos y se quedó frente a Brodeur en un intento de distraerlo y bloquear su vista. El puck fue despejado más adelante fuera de la zona de los Devils pero en el segundo ataque ofensivo de los Rangers, Avery anotó un gol del juego del poder.
Aunque la detección es una táctica de uso común (especialmente en el juego de poder), notable en este caso fue que Avery había pasado la parte inicial de la obra enfrentando a Brodeur mientras ignoraba el puck, con su espalda a la jugada (normalmente, el jugador que examina al portero se enfrenta a la jugada). Al día siguiente, la NHL emitió una interpretación de la regla de la conducta antideportiva de la liga para cubrir acciones tales como la empleada por Avery, que ahora daría lugar a una pena menor. Esto se conoció coloquialmente como «La Regla de Avery».
Las tácticas de Avery durante esa serie contra los Devils ganaron múltiples jugadas de poder, y anotó en cada uno de los tres primeros partidos. Sus polémicas pero eficaces payasadas ayudaron a los Rangers a ganar por 4-1. Al final de la serie, Brodeur se negó a estrechar la mano de Avery. En una entrevista después del juego 5 cuando se le preguntó sobre la línea de apretón de manos, Avery respondió, «Fatso olvidó estrechar mi mano».

### Incidente de interrupción

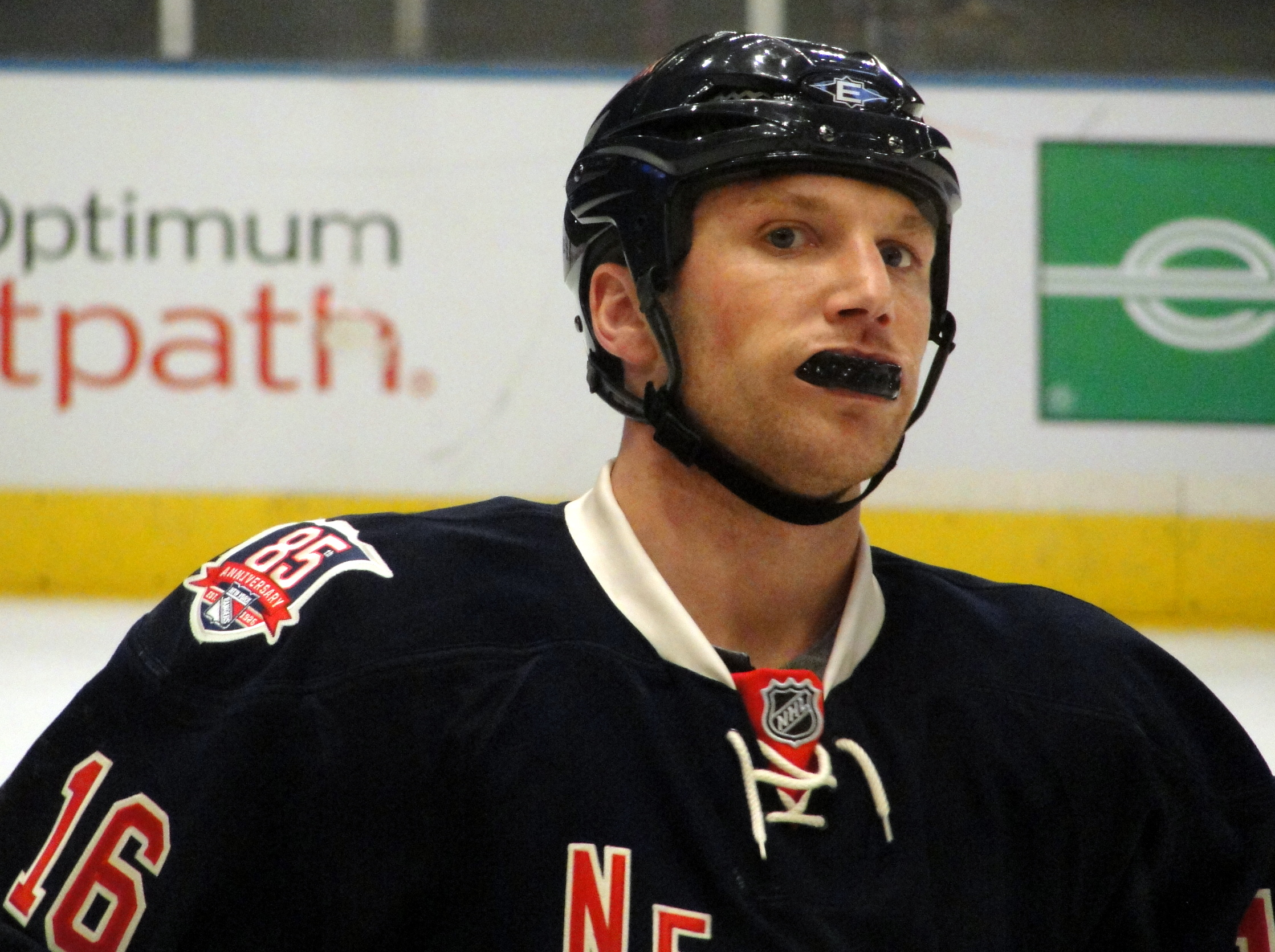
Avery durante la temporada 2010-11

El 1 de noviembre de 2008, después de un juego con los Stars contra los Boston Bruins, Avery fue acusado de gritar obscenidades a un aficionado que lo había estado acusando durante el juego. Se presentó un informe de queja a la NHL, pero no se tomó ninguna medida.

### Comentario de «segundos mal hechos»
El 2 de diciembre de 2008, antes del patinaje de la mañana de los Stars en preparación para un partido contra los Calgary Flames, Avery se acercó a los reporteros reunidos en el vestuario y declaró: «Sólo quiero comentar cómo se ha convertido en algo común en la NHL para que los chicos se enamoren de mis segundos descuidados. No sé de qué se trata, pero disfruta el juego de esta noche». En ese momento, el defensor de los Flames, Dion Phaneuf, estaba saliendo con la exnovia de Avery, la actriz Elisha Cuthbert (la pareja se casó en 2012), y el centro de los Kings, Jarret Stoll, estaba saliendo con la modelo Rachel Hunter (la pareja estaba comprometido en 2009, pero la boda fue cancelada ), otra exnovia.
En cuestión de horas, la NHL suspendió Avery indefinidamente por «conducta perjudicial para la liga o el juego de hockey». Sus comentarios fueron recibidos con una condena casi unánime por parte de la organización de los Stars, compañeros de juego y aficionados. El dueño de los Stars, Tom Hicks, dijo que el equipo habría suspendido a Avery si la NHL no hubiera actuado primero. Avery se disculpó al día siguiente, calificando sus acciones de «inapropiadas» y «un mal intento de crear emoción para el juego».
El 5 de diciembre, la NHL fijó la suspensión de Avery en seis juegos, retroactiva al juego del 2 de diciembre contra los Flames. Él aceptó someterse a consejería de manejo de ira debido a lo que la NHL llamó comportamiento inaceptable y antisocial. El comisionado Gary Bettman señaló que tanto él como el coordinador de la liga, Colin Campbell, habían advertido a Avery varias veces antes sobre su comportamiento. El 14 de diciembre, después del último partido de la suspensión de Avery, los Stars anunciaron que Avery no volvería al equipo. Un factor en la decisión de Stars fue que el entrenador Dave Tippett y varios de los jugadores, incluyendo a Mike Modano y Marty Turco, dejaron saber que no estaban dispuestos a llevarlo de vuelta al equipo. Tippett había advertido a Avery que no hablara con los medios de comunicación sobre sus exnovias, y se sintió ultrajado cuando lo hizo. De acuerdo con James Duthie de TSN, los compañeros de equipo de Avery se habían agriado con él poco después de su llegada. El incidente de «segundos mal hechos» fue la última gota, y Hicks había estado buscando activamente cortar los lazos con él mientras la suspensión estaba en marcha.

### Pelea con Tortorella
Antes de su segunda temporada con los Rangers, Avery había sido convocado en numerosas ocasiones por el comentarista de la entonces TSN y el futuro entrenador de los Rangers, John Tortorella. Después de reunirse con los Rangers, la relación de Avery con Tortorella era incómoda, aunque hubo momentos de mutua admiración. Casi un año después de que Avery se retiró, el 30 de marzo de 2013, después de la segunda derrota consecutiva de los Rangers, un tuit de la cuenta de X de Avery decía de su exentrenador, «Fuego a este PAYASO, sus jugadores lo odian y no juegan por su BS». El 29 de mayo de 2013, después de que los Rangers perdieran ante los Bruins en las semifinales de la Conferencia Este, Tortorella fue despedido. Avery le dijo al New York Post que «tenía una enorme sonrisa» en su rostro después de enterarse de que Tortorella fuera despedido, añadiendo: «No es que esté feliz por mí mismo. Estoy feliz por los fanáticos de Rangers».

## Publicidad

### Agencia Lipman
Después de su retiro de la NHL, en abril de 2012, Avery comenzó a trabajar en la ciudad de Nueva York basada en la publicidad y la agencia creativa Lipman. Avery fue contratado por el fundador, presidente y director de creatividad David Lipman, y fue nombrado director estratégico y ayudó a desarrollar estrategias para numerosos clientes de Lipman, incluida la campaña para la línea primavera/verano 2013 de Stuart Weitzman, con Kate Moss y jeans 7 For All Mankind, que mostró Avery mismo como un modelo. También ha manejado una serie de tareas para la empresa matriz de Lipman, Revolate Holdings.

### Twtmob
Avery se invierte en Twtmob («tweet mob»), que conecta a los usuarios con los anunciantes y las campañas, lo que permite a los usuarios monetizar Twitter, Facebook y otros sitios de redes sociales.

## Modelaje

### Vogue
En abril de 2008, se anunció que Avery estaría pasando la temporada baja de verano de internado en la revista Vogue. En junio de 2008, Avery editó Mensvogue.com, el sitio web de la revista Men's Vogue. Su interés reside principalmente en la moda femenina; de la moda masculina Avery ha dicho, «Haces trajes y pantalones y eso es todo. La ropa de las mujeres cuentan una historia. Eso es lo que me interesa».
En 2008, New Line Cinema puso en desarrollo una película basada en la vida de Avery, centrándose en su condición de atleta profesional con un interés activo en la moda, incluyendo una pasantía de verano en Vogue. Stan Chervin, que fue nominado para un Premio Óscar al Mejor Guion Adaptado por Moneyball (2011), fue contratado para escribir el guion.

### Commonwealth Utilities
En 2009, Avery trabajó con la firma de moda masculina Commonwealth Utilities para presentar una línea de ropa para la Fashion Week en la ciudad de Nueva York.

## Apariciones en cine y televisión
Avery interpretó un pequeño papel en el biógrafo de Maurice Richard de 2005, The Rocket: The Legend of Rocket Richard, interpretando al exdefensa de los New York Rangers, Bob Dill. Avery apareció en un episodio de MADtv 2007 con los compañeros de los Kings, Tom Kostopoulos y Scott Thornton. Él fue un invitado en un episodio de 2009 de Late Night with Jimmy Fallon; un presentador de Top Ten List en un episodio de 2009 de Late Show with David Letterman; un juez invitado en  Project Runway: All Stars en 2012; y apareció en Fashion Police en 2013. Estaba en la lista de la revista People de «El hombre vivo más sexy» de 2007.
El 4 de marzo de 2014, fue anunciado como una de las celebridades que participarán en la temporada 18 de Dancing with the Stars. Fue emparejado con la bailarina Karina Smirnoff. Los dos fueron la segunda pareja a ser eliminada en la semana 2 después de una doble eliminación.
Avery es mencionado en el libro Odd Man Rush: A Harvard Kid's Hockey Odyssey from Central Park to Somewhere in Sweden—with Stops along the Way de Bill Keenan.

## Restaurantes

### Warren 77
En el verano de 2009, Avery abrió Warren 77, un bar deportivo que lleva su nombre en el barrio Tribeca de Manhattan en el 77 Warren Street. En la noche de apertura, muchas figuras del mundo del hockey estuvieron presentes, entre ellas Brendan Shanahan, Ken Daneyko y Henrik Lundqvist. La decoración era para reflejar un viejo estilo de Nueva York, con originales de Andy Warhol y cuadros de iconos en las paredes, así como imágenes de los New York Rangers, pasado y presente. Matt Abramcyk, antiguo comerciante de arte, y Chris Miller, copropietario del Beatrice Hotel, son copropietarios del bar.

### Tiny's and the Bar Upstairs
En mayo de 2011, dos años después de abrir Warren 77 con Abramcyk, Avery abrió Tiny's and the Bar Upstairs, también en Tribeca. Este sería el segundo restaurante de Avery junto a Abramcyk y el portero de los Rangers Lundqvist. Avery manejaba las operaciones cotidianas, incluyendo ocasionalmente mesas de autobuses. En agosto de 2013, el New York Post  informó que Avery había vendido sus intereses tanto en Warren 77 como en Tiny's..

## Activismo

### Matrimonio igualitario
En mayo de 2011, Avery grabó un video para la campaña de New Yorkers for Marriage Equality, en apoyo del matrimonio entre personas del mismo sexo. Se creía que Avery era el primer atleta en Nueva York en expresar públicamente su apoyo al matrimonio entre personas del mismo sexo. En una entrevista con The New York Times, declaró: «Ciertamente he estado rodeado por la comunidad gay, y viviendo en Nueva York y cuando vives en Los Ángeles, ciertamente tienes muchos amigos gay». Avery también viajó a Albany, Nueva York, para presionar a los políticos antes de la legalización de julio de 2011 del matrimonio entre personas del mismo sexo en Nueva York.

### Athlete Ally
En mayo de 2012, Avery se unió a la junta directiva de Athlete Ally, una organización sin fines de lucro enfocada en acabar con la homofobia y la transfobia en los deportes educando a los miembros de la comunidad atlética y capacitándolos para tomar una posición contra los prejuicios. Athlete Ally también ofrece campañas de concientización pública, programación educativa, y herramientas y recursos para fomentar comunidades deportivas inclusivas en todo el país.

## Vida personal
Avery se casó con la modelo Hilary Rhoda en el museo de arte de Parrish en Nueva York el 10 de octubre de 2015. La pareja había estado comprometida desde el 8 de noviembre de 2013. Los dos se conocieron en Warren 77 en el verano de 2009. En enero de 2020, la pareja anunció que esperaba su primer hijo. El 28 de julio de 2020 le dieron la bienvenida a un varón, Nash Hollis Avery.

## Estadísticas de carrera
| 1996–97           | Owen Sound Platers      | OHL               | 58  | 10 | 21  | 31  | 86    | 4  | 1 | 0  | 1  | 4  |
| 1997–98           | Owen Sound Platers      | OHL               | 47  | 13 | 41  | 54  | 105   | 11 | 1 | 11 | 12 | 23 |
| 1998–99           | Owen Sound Platers      | OHL               | 28  | 22 | 23  | 45  | 70    | —  | — | —  | —  | —  |
| 1998–99           | Kingston Frontenacs     | OHL               | 33  | 14 | 25  | 39  | 88    | 5  | 1 | 3  | 4  | 13 |
| 1999–00           | Kingston Frontenacs     | OHL               | 55  | 28 | 56  | 84  | 215   | 5  | 2 | 2  | 4  | 26 |
| 2000–01           | Cincinnati Mighty Ducks | AHL               | 58  | 8  | 15  | 23  | 304   | 4  | 1 | 0  | 1  | 19 |
| 2001–02           | Cincinnati Mighty Ducks | AHL               | 36  | 14 | 7   | 21  | 106   | —  | — | —  | —  | —  |
| 2001–02           | Detroit Red Wings       | NHL               | 36  | 2  | 2   | 4   | 68    | —  | — | —  | —  | —  |
| 2002–03           | Detroit Red Wings       | NHL               | 39  | 5  | 6   | 11  | 120   | —  | — | —  | —  | —  |
| 2002–03           | Los Angeles Kings       | NHL               | 12  | 1  | 3   | 4   | 33    | —  | — | —  | —  | —  |
| 2002–03           | Manchester Monarchs     | AHL               | —   | —  | —   | —   | —     | 3  | 2 | 1  | 3  | 8  |
| 2003–04           | Los Angeles Kings       | NHL               | 76  | 9  | 19  | 28  | 261   | —  | — | —  | —  | —  |
| 2004–05           | Lahti Pelicans          | SML               | 2   | 3  | 0   | 3   | 26    | —  | — | —  | —  | —  |
| 2004–05           | Motor City Mechanics    | UHL               | 16  | 15 | 11  | 26  | 149   | —  | — | —  | —  | —  |
| 2005–06           | Los Angeles Kings       | NHL               | 75  | 15 | 24  | 39  | 257   | —  | — | —  | —  | —  |
| 2006–07           | Los Angeles Kings       | NHL               | 55  | 10 | 18  | 28  | 116   | —  | — | —  | —  | —  |
| 2006–07           | New York Rangers        | NHL               | 29  | 8  | 12  | 20  | 58    | 10 | 1 | 4  | 5  | 27 |
| 2007–08           | New York Rangers        | NHL               | 57  | 15 | 18  | 33  | 154   | 8  | 4 | 3  | 7  | 6  |
| 2008–09           | Dallas Stars            | NHL               | 23  | 3  | 7   | 10  | 77    | —  | — | —  | —  | —  |
| 2008–09           | Hartford Wolf Pack      | AHL               | 8   | 2  | 1   | 3   | 8     | —  | — | —  | —  | —  |
| 2008–09           | New York Rangers        | NHL               | 18  | 5  | 7   | 12  | 34    | 6  | 0 | 2  | 2  | 24 |
| 2009–10           | New York Rangers        | NHL               | 69  | 11 | 20  | 31  | 160   | —  | — | —  | —  | —  |
| 2010–11           | New York Rangers        | NHL               | 76  | 3  | 21  | 24  | 174   | 4  | 0 | 1  | 1  | 12 |
| 2011–12           | New York Rangers        | NHL               | 15  | 3  | 0   | 3   | 21    | —  | — | —  | —  | —  |
| 2011–12           | Connecticut Whale       | AHL               | 7   | 2  | 1   | 3   | 39    | —  | — | —  | —  | —  |
| Totales de la OHL | Totales de la OHL       | Totales de la OHL | 221 | 87 | 166 | 253 | 564   | 14 | 5 | 4  | 9  | 56 |
| Totales de la AHL | Totales de la AHL       | Totales de la AHL | 124 | 32 | 30  | 62  | 539   | 7  | 3 | 1  | 4  | 27 |
| Totales de la NHL | Totales de la NHL       | Totales de la NHL | 580 | 90 | 157 | 247 | 1,533 | 28 | 5 | 10 | 15 | 69 |

## Transacciones
- 11 de enero de 1999 - Se negoció con Kingston (OHL) por Owen Sound (OHL) con Steve Lafleur para Aaron Fransen y D. J. Maracle.[67]
- 21 de septiembre de 1999 - Firmado como agente libre con los Detroit Red Wings.[67]
- 11 de marzo de 2003 - Compartido por los Red Wings, junto con Maxim Kuznetsov, la selección de draft de primera ronda de Detroit en 2003 y la selección de draft de segunda ronda de 2004, ante Los Angeles Kings a cambio de Mathieu Schneider.[7]
- 24 de noviembre de 2004 - Firmado como agente libre por Lahti (Finlandia).[67]
- 11 de febrero de 2005 - Firmado como agente libre por Motor City (UHL).[67]
- 5 de febrero de 2007 - Compartido por los Kings, junto con John Seymour, a los New York Rangers a cambio de Jason Ward, Jan Marek, Marc-André Cliche y el draft de la tercera ronda de 2008 de Nueva York.[67]
- 2 de julio de 2008 - Firmado como agente libre con los Dallas Stars.[67]
- 3 de marzo de 2009 - Reclamado fuera de las exenciones de reingreso por los Rangers.[20]
- 11 de octubre de 2011 - Enviado a los Connecticut Whale (AHL).[22]
- 31 de octubre de 2011 - Se colocan en las exenciones de reingreso de 24 horas.[23]
- 12 de marzo de 2012 - Anuncia su retiro.[26]